# Гафельзе (футбольний клуб)
«Гафельзе» (нім. TSV Havelse) — німецький спортивний і футбольний клуб з однойменного району міста Гарбзен. Клуб був заснований в 1912 році і має секції з футболу, тенісу, настільного тенісу, балету і гімнастики. Кольори клубу — червоний і синій.

## Історія

### Ранні роки
З листопада 1911 року молоді юнаки із села Гафельзе, в якому на той момент проживало 250 осіб, збиралися разом для гри у футбол. 5 серпня 1912 року вони заснували клуб «Пелікан» (Гафельзе), який назвали не на честь однойменного птаха, а на честь першого футбольного м'яча, який вони купили за 7,5 марок у Ганновері.
Під час Першої світової війни команда грала без упину до 1916 року. Через гіперінфляцію у повоєнні роки «Пелікан» був змушений припинити існування у 1923 році. Через шість років було засновано спортивний клуб Гафельзе (Turnverein Havelse), в якому з'явилася футбольна секція в 1933 році. Через кілька років клуб став називатися ТСВ Гафельзе (Turn- und Sportverein Havelse). До кінця Другої світової війни команда виступала лише на районних змаганнях.
Наприкінці 1947 року клуб змінив назву на «Гафельзе-Марінвердер». Причиною зміни стало бажання команди проводити ігри з сильнішими клубами з Ганновера, для чого було додано назву одного з районів міста. Через рік керівником клубу став Хайнц Геїнг, директор однієї з нижньосаксонських букмекерських контор, який модернізував клуб і заклав основу для спортивних успіхів.

### Повоєнні роки (1951—1975)
У 1951 році «Гафельзе» вперше вийшов у Беціркслігу. Двома роками пізніше клуб став чемпіоном і, обігравши «Латцен» із рахунком 5:4, вийшов у аматорську лігу Нижньої Саксонії, третій дивізіон країни. Команда і там стала чемпіоном, обігравши «Зельце» на очах тритисячної публіки, і вийшла до Вищої аматорської ліги Нижньої Саксонії. Крім того, «Гафельзе» вразив багатьох, обігравши в Кубку Німеччини «Вердер», який виступав у вищому дивізіоні країни.
«Гафельзе», який через їх керівника називали командою букмекерів, продовжив успішні виступи і претендував на вихід в Оберлігу «Північ», одну з кількох вищих на той момент ліг ФРН, але втратив шанс на підвищення, набравши в кваліфікації лише 3 очки і посівши третє місце.
Під час сезону 1955/56 розкрилося, що «Гафельзе» потай випускав на полі професійних футболістів, порушуючи правила вищої аматорської ліги. У покарання клуб був відправлений в аматорську лігу, а Геїнг був усунений від роботи.
Повернувшись до аматорської ліги, команда боролася з фінансовими проблемами і швидко опустила назад до Бецірксліги, п'ятого за силою дивізіону. Там команда виступала зі змінним успіхом і у 1972 році посіла друге місце у чемпіонаті, але не змогла підвищитись у класі. Натомість команда сильно страждала від того, що футбольна секція більше не відігравала значної ролі у спортивному клубі і 1974 року опустилась до шостого дивізіону. Лише після загрози відходу футболістів ситуація стала покращуватись.

### Вихід у Другу Бундеслігу (1975–1990)
У 1975 році керівник клубу Вільгельм Лангрер призначив колишнього гравця збірної Німеччини Ганса Сіменсмаєра на посаду головного тренера. Через рік команда, що майже повністю складалась зі своїх вихованців, стала чемпіоном і вийшла до Фербандсліги «Південь». Через два роки там команда посіла друге місце, відставши від чемпіона лише на 1 очко. 1979 року «Гафельзе» знову став другим і виграв Кубок Ганновера.
Через рік клуб забезпечив собі чемпіонство в Ландеслізі «Захід» і вийшов у Фербандслігу Нижньої Саксонії, яка була тепер четвертим дивізіоном країни. Несподівано для багатьох «Гафельзе» там посів третє місце та взяв участь у стикових матчах на підвищення. Обігравши «Ойтін 08» з рахунком 3:1, команда вийшла в Оберлігу «Північ», третій дивізіон країни, оскільки лідер таблиці «Уранія» (Гамбург) програла свій матч.
Клуб швидко зарекомендував себе як один із найкращих аматорських клубів північної Німеччини та найкращим у Нижній Саксонії. 1984 року Сіменсмаєр подав у відставку. Під керівництвом нового тренера Гюнтера Блуме «Гафельзе» зміг здивувати в Кубку Німеччини, зігравши внічию проти клубу Бундесліги «Бохума» (2:2), але розгромно поступився у переграванні з рахунком 0:3.
У Оберлізі команда боролась за виживання. Після розбіжностей між тренером Блуме та керівником клубу Лангрером у лютому 1986 року пост тренера обійняв Фолькер Фінке. Фінке вивів команду з нижньої частини таблиці і, здобувши перемогу з рахунком 3:2 над «Геттінгеном 05» в останньому турі, гарантував збереження місця в лізі. У наступний період Фінке включив до команди безліч нових молодих гравців.
У 1989 році «Гафельзе» став чемпіоном Оберліги «Північ» і вийшов у стикові матчі на підвищення до другого дивізіону. Втім, там команда не мала шансів проти таких відомих команд, як «Дуйсбург» і «Пройсен» (Мюнстер), і посіла останнє місце. Через рік команда досягла більшого успіху. Посівши друге місце після «Ольденбурга», клуб забезпечив собі вихід у Другу Бундеслігу в передостанньому турі, обігравши «Вупперталер» з рахунком 3:2.

### Падіння (1990–2005)
Вихід у професіонали виявився для клубу занадто великою перешкодою. Стадіон довелося розширити протягом кількох тижнів, багатьом гравцям не вистачало грошей, і більшість гравців продовжували займатися своєю основною роботою. У клубі також були переживання, оскільки «Ганновер 96» протягом кількох тижнів намагався переманити головного тренера Фолькера Фінке. Незважаючи на перемоги у перших трьох домашніх матчах, команда опинилася в низу таблиці через серйозну травму плеймейкера Ларса-Петера Байке. 5 жовтня 1990 року Фінке розірвав контракт, і його замінив Карл-Гайнц Мроско. За підсумками сезону клуб здобув шість перемог, сім нічиїх та 25 поразок та залишив Другу Бундеслігу, посівши передостаннє місце.
Завдяки участі у Другій Бундеслізі в минулому сезоні, «Гафельзе» взяв участь у розіграші Кубка Німеччини сезону 1991/92. У грі першого раунду проти «Нюрнберга» команда досягла сенсації, перемігши в серії пенальті з рахунком 4:2. У третьому раунді клуб вилетів, поступившись «Бамбергу 08» з рахунком 0:4. В Оберлізі «Гафельзе» зміг дістатися стикових матчів за вихід до Другої Бундесліги, проте там у них не було шансів проти «Фортуни» (Кельн) та «Мюнхена 1860».
У сезоні 1992/93 багато найкращих гравців залишили команду, і клуб під керівництвом Рональда Ворма вилетів, посівши останнє місце в таблиці. У Кубку Німеччини «Гафельзе» дійшов до другого раунду, де програв «Карлсруе» з рахунком 3:0, за який виступали майбутні гравці національної збірної Олівер Кан та Єнс Новотни. Посівши четверте місце наступного сезону Фербандсліги, клуб вийшов у новостворену Оберлігу «Нижня Саксонія-Бремен».
Посівши там третє місце, команда до останнього виборювала право на вихід у Регіональну лігу. За винятком десятого місця в сезоні 1996/97, «Гафельзе» регулярно був у верхній частині таблиці, але не боровся за підвищення. Після смерті керівника клубу Лангрера в лютому 2000 року команда опинилася на межі банкрутства. Наступного сезону команда опустилася на 15 місце і була змушена опуститися в Оберлігу «Нижня Саксонія», п'ятий за силою дивізіон.
Клуб спробував повернутися назад в лігу вище за допомогою інвестицій від компанії Sportsmarketing Gmbh, але посів лише 14 місце і вилетів у Ландеслігу Ганновера, шостий дивізіон Німеччини.

### Виступи у п'ятому та четвертому дивізіоні (2005–2021)
«Гафельзе» 2005 року повернувся до Оберліги Нижньої Саксонії. У сезоні 2005/06 команда ледь не потрапила в Оберлігу «Північ». Відставання від чемпіонів «Рамлінген-Елерсгаузен» склало всього три очки. Рік по тому команда кваліфікувалася в Кубок Німеччини, обігравши «Вольфсбург II», який був на дві ліги вище, з рахунком 3:1. Але вже в першому раунді команда зазнала поразки від «Кобленца», який на той момент виступав у Другій Бундеслізі.

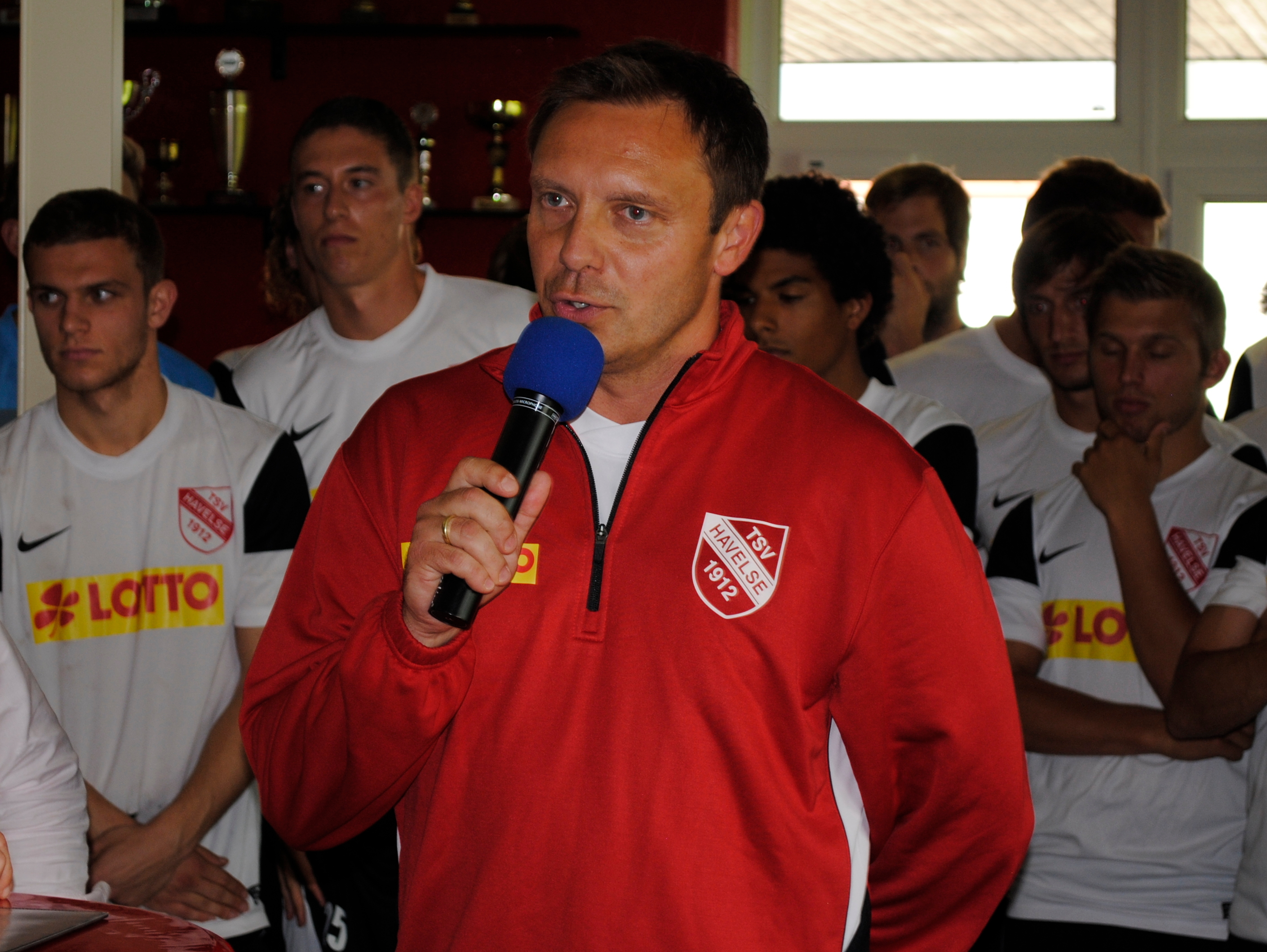
Андре Брайтенрайтер у 2011 році.

Перед сезоном 2009/10 «Гафельзе» посилився такими гравцями, як Міхаель Габріка, Бабакар Н'Діає та Андре Брайтенрайтер, і став чемпіоном Оберліги «Нижня Саксонія» та вийшов у Регіональну лігу. Під керівництвом Юргена Штоффрегена команда від початку була під загрозою вильоту. 2 січня 2011 року Андре Брайтенрайтер змінив його на посаді головного тренера. Команда закінчила сезон на 15 місці, що означало виліт, але завдяки проблемам з ліцензуванням в інших команд, «Гафельзе» залишився в Регіональній лізі. 2012 року Брайтенрайтер приніс команді п'яте місце в чемпіонаті і першу в історії клубу перемогу в Кубку Нижньої Саксонії після перемоги у фіналі над «Вільгельмсгафеном».
У Кубку Німеччини 2012/13 «Гафельзе» обіграв «Нюрнберг» з рахунком 3:2 у матчі першого раунду. У другому раунді команда зіграла внічию з «Бохумом» та програла вдома 1:3. У сезоні Регіональної ліги 2012/13 клуб посів друге місце після «Гольштайна», після чого Брайтенрайтер оголосив про свій перехід у клуб Другої Бундесліги «Падерборн 07». Його наступник Крістіан Бенбеннек був офіційно представлений 29 травня 2013 року.
Незважаючи на відхід таких ключових гравців, як Марк Вучинович, Том Меркенс та Саліу Сане, Бенбеннеку вдалося вивести команду у верхню половину таблиці. Сезон 2013/14 «Гафельзе» завершив на 7 місці в таблиці. Незважаючи на чергову кадрову перестановку під час літньої перерви, наступний сезон клуб завершив із 55 очками, посівши 4 місце у лізі. З 35 пропущеними голами команда мала найкращий захист у лізі. Головний тренер Крістіан Бенбеннек залишив клуб після закінчення сезону і перейшов до «Алеманії» (Аахен), а його наступником 21 травня 2015 року був оголошений тренер юнацької команди Штефан Герке.
Початок сезону вийшов неоднозначним. Після двох великих поразок від «Вольфсбурга II» (1:6) та «Вайхе Фленсбург» (1:5) 23 вересня 2015 року Герке був звільнений з основної команди і повернувся до юніорської. 7 жовтня 2015 року Александер Кіне був представлений як новий головний тренер і привів команду до 6 місцея в таблиці два сезони поспіль. Клубу не вдалося домовитися про продовження контракту з Кіне, тому з сезону 2017/18 команду знову очолив Крістіан Бенбеннек.
Однак другий термін Бенбеннека виявився не таким успішним, як перший. У сезоні 2017/18 команда посіла 11 місце в таблиці. Наступного сезону восени перед клубом постала загроза вильоту і 26 листопада 2018 року було оголошено про звільнення Бенбеннека. Наприкінці 2018 року клуб покинув і керуючий директор Штефан Пралле.
Колишній нападник «Гафельзе» Ян Циммерманн став новим головним тренером, а також взяв на себе роль спортивного директора. За Циммермана клуб стабілізував результати і зміг залишитися в Регіональлізі. У сезоні 2019/20, достроково припиненому через коронавірус, команда Циммермана посіла 9 місце в підсумковій таблиці. Команді також вдалося виграти Кубок Нижньої Саксонії вперше з 2012 року, обігравши у фіналі «Реден» та вийшовши до Кубка Німеччини наступного сезону.
У першому основному раунді Кубка Німеччини 2020/21 «Гафельзе» зіграв унічию з «Майнцем 05». Чемпіонат сезону 2020/21 також не було дограно через коронавірус, але на момент призупинення сезону вони посідали 1 місце в групі «Південь», тому були обрані президією Північнонімецької футбольної асоціації для участі у матчах виходу до Третьої ліги проти представника Регіональної ліги «Баварія». У двох стикових матчах у червні 2021 року «Гафельзе» зустрівся з «Швайнфуртом 05» і вийшов у Третю лігу після перемоги в обох іграх з рахунком 1:0.

### Наш час (2021–)
Вийшовши до Третьої ліги у 2021 році, «Гафельзе» повернувся у професійний футбол через 30 років. Ян Циммерманн залишив команду і перейшов до «Ганновера 96» з Другої Бундесліги. Його наступником став Рюдігер Ціль. Оскільки стадіон «Вільгельм Лангрер» не підходив для третього дивізіону, домашні ігри проводилися на «ХДІ-Арені» в Ганновері. З сімома поразками поспіль на старті сезону «Гафельзе» побив рекорд «Карл Цейсса», який програв перші шість ігор у сезоні 2019/20. У 8 турі команда набрала перше очко, а в дев'ятому — вперше перемогла. Після нічиєї з «Галлешером» у 34 турі клуб вилетів із Третьої ліги.
Після вильоту Філіп Гасде очолив команду на сезон 2022/23. Крім того, спортивним директором став гравець Флоріан Рідель. Після провального старту наприкінці вересня 2022 року Гасде був замінений на Саміра Ферчічі, який раніше тренував команду до 19 років.
Наприкінці сезону 2024/25 років «Гафельзе» посів перше місце в турнірній таблиці Регіональної ліги «Північний» і вийшов до плей-оф за вихід до Третьої ліги, де мав зіграти проти чемпіона Регіональної ліги «Північний Схід». У цьому двобої «Гафельзе» переміг «Локомотив» (Лейпциг) і повернувся до третього дивізіону на сезон 2025/26 років.

## Стадіон

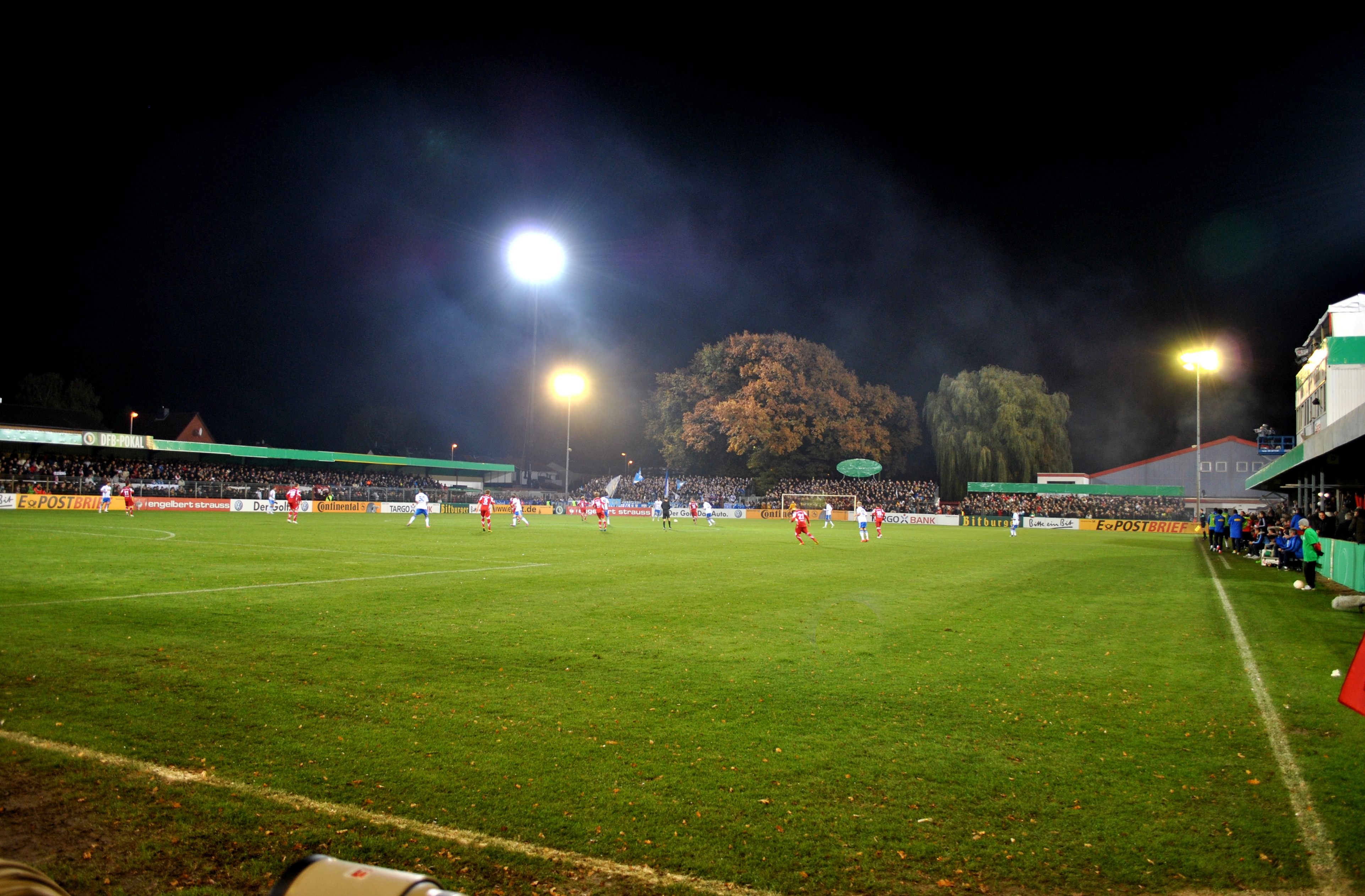
Стадіон «Вільгельм Лангрер».

З 1933 року домашнім стадіоном футбольного клубу є стадіон «Вільгельм Лангрер». До березня 2000 року він називався «Кампфбан», після чого його було перейменовано на честь колишнього керівника клубу Вільгельма Лангрера, який помер за місяць до перейменування. Стадіон має місткість 3500 місць, включаючи 350 критих. Найбільша відвідуваність стадіону «Вільгельм Лангрер» була досягнута 14 червня 1990 року, коли 6000 глядачів відвідали матч за право підвищення проти до Другої Бундесліги «Вупперталера».
У сезоні другого дивізіону 1990/91 років клуб зіграв кілька ігор на стадіонах «Нідерзахсенштадіон» і «Айленрідештадіон» у Ганновері.
Оскільки «Вільгельм Лангрер» не був атестований для проведення матчів Третьої ліги, клуб знову грав на «Нідерзахсенштадіоні» у сезоні 2021/22 років.
Після вильоту назад до Регіональної ліги, вони повернулися на «Вільгельм Лангрер», а коли у 2025 році команда знову отримала право виступати у третьому дивізіоні, вона повернулася до Ганновера. Цього разу, однак, на стадіон «Айленрідештадіон», який попереднього року було розширено до місткості 5001 глядач, необхідної для проведення ігор Третьої ліги.

## Досягнення
- Чемпіон Оберліги «Північ»: 1988/89
- Чемпіон Оберліги «Нижня Саксонія»: 2009/10
- Чемпіон Регіональної ліги «Північ»: 2024/25
- Володар Кубка Нижньої Саксонії: 2011/12, 2019/20